# Soriculus nigrescens
Soriculus nigrescens är ett däggdjur i familjen näbbmöss och den enda arten i sitt släkte.

## Beskrivning
Arten är en av de medelstora och mera robusta i familjen med en jämförelsevis kort svans. Klorna vid de främre fötterna är förstorade och därför antas att näbbmusen tidvis gräver underjordiska gångar. Pälsen har en brunaktig till grå färg. Kroppslängden går upp till 10 cm (utan svans) och vikten för vuxna individer ligger mellan 12 och 16 gram.
Soriculus nigrescens förekommer i Himalaya och angränsande bergstrakter. Utbredningsområdet sträcker sig över Nepal, Bhutan, södra Tibet, nordliga indiska delstater (till exempel Sikkim) och norra Myanmar. Arten vistas i skogar och andra regioner med växtlighet samt i klippiga områden. Den förekommer upp till 4 300 meter över havet.
Det är nästan ingenting känt om levnadssättet. Djuret vilar i klotformiga bon av gräs som göms mellan stenar. Som föda antas insekter och andra smådjur.
Soriculus nigrescens är inte sällsynt och därför listas den av Internationella naturvårdsunionen som livskraftig (Least Concern).
Idag är arten ensam i sitt släkte. Tidigare räknades även arterna från Episoriculus och Chodsigoa till Soriculus.